# لينا تي هانسون
لينا تي هانسون (بالسويدية: Lena T. Hansson)‏ هي ممثلة سويدية، ولدت في 18 مايو 1955 في Kungsholmen ‏ في السويد.

## وصلات خارجية
- لينا تي هانسون على موقع IMDb (الإنجليزية)
- لينا تي هانسون على موقع روتن توميتوز (الإنجليزية)
- لينا تي هانسون على موقع ألو سيني (الفرنسية)
- لينا تي هانسون على موقع تيرنر كلاسيك موفيز (الإنجليزية)
- لينا تي هانسون على موقع أول موفي (الإنجليزية)
- لينا تي هانسون على موقع قاعدة بيانات الأفلام السويدية (السويدية)
- لينا تي هانسون على موقع قاعدة بيانات الفيلم (الإنجليزية)
- لينا تي هانسون على موقع كينوبويسك (الروسية)